# Chá de coca
 O  chá de coca ou mate de coca (do quéchua kuka mat'i) é uma infusão de folhas de coca das regiões andinas de Bolívia e do Peru, cuja presença abarca também a outros países andinos como Equador e o norte de Chile, bem como também zonas de Colômbia e todo o norte de Argentina.
O chá de coca é uma bebida consumida tanto como estimulante como para curar o hipobarotopia ou mal da montanha. Possui, ademais, um valor simbólico. A bebida produz um efeito energizante similar ao do café.
A venda e consumo das folhas de coca é legal no Peru, Colômbia e Bolívia, sendo também muito comum no norte de Argentina. É habitual nos restaurantes, ao finalizar a comida, oferecer um chá de coca em saquinhos ou bolsinhos para estimular a digestão. Pode ser adoçado com açúcar ou mel.

## Características
A infusão conserva algumas das propriedades farmacológicas da folha de coca e a comercialização em carteiras filtrantes é legal em Peru e Bolívia, ao igual que a farinha de coca.
O chá é de cor verde amarelado e tem um ligeiro sabor amargo, algo parecido ao do chá verde, mas com um sabor ligeiramente mais doce natural.

## Estudos
Investigações entre 1996 e 2011 têm determinado que por uma bolsinha de folhas de coca (1 grama de folha), se extraem em média 4,14 mg (carteira de Peru) e 4,29 mg (bolsinha de folhas de coca de Bolívia) de cocaína, quantidades muito por embaixo da dose letal de cocaína que vai de 0,5 a 1,5 g.

## Usos na América do Sul

### Uso medicinal
O consumo de chá de coca é comum em vários países de América do Sul. Muitos povos indígenas das montanhas dos Andes empregam o chá com fins medicinais e religiosos.
O consumo de mate de coca, bem como o mascado das folhas de coca, incrementa a absorção do oxigênio no sangue e com isso combate o mal da montanha e ajuda à digestão; ademais, é carminativo (isto é, ao igual que o cardamomo, o comino, a menta e o anis, etc.) que favorece a expulsão de gases do cano digestivo).
A farinha de coca (folhas de coca moídas finamente) pode empregar-se como o café numa máquina de café, para obter um chá mais forte e concentrado.

### Turismo
Na "Rota do Inca" a Machu Picchu os guias oferecem frequentemente na cada comida chá de coca, pois alivia o mal da montanha.